# Restrykcje importowe
Restrykcje importowe – jest to część polityki zagranicznej państwa, mająca na celu zmniejszenie ilości i kontrolowanie towarów importowanych. Środkami realizującymi ten rodzaj polityki państwa są:
- Depozyty importowe
- Licencje importowe
- Kontyngenty importowe
- Embarga
- Regulacja wysokości cła
- Bariery pozataryfowe – utrudnienia związane z bardziej szczegółowymi kontrolami, większą biurokratyzacją i dłuższym okresem trwania procesu.

Te ograniczenia importu mogą być przykładem protekcjonistycznej działalności państwa w celu ochrony rodzimej produkcji bądź są stosowane dla zmniejszenia bilansu płatniczego. 